# Scattering Rutherford

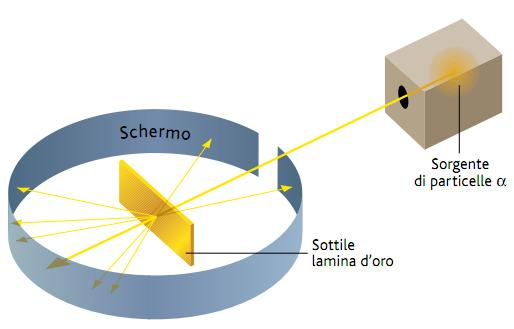
Esperimento di Geiger e Mardsen.

Lo scattering Rutherford (noto anche come scattering coulombiano o di Coulomb) è lo scattering elastico tra particelle dovuto alla loro interazione coulombiana. Si tratta di un fenomeno osservato durante l'esperimento di Rutherford nel 1909 da Ernest Rutherford - e successivamente da lui interpretato - quando inviò un fascio di particelle alfa (nuclei di elio) contro una lamina sottile d'oro (dello spessore di circa 0,0004 mm, corrispondente a circa 2400 atomi). 

## Descrizione
Attorno alla lamina d'oro era stato posizionato uno schermo di solfuro di zinco che avrebbe indicato grazie ad un piccolo lampo di luce lasciato su di esso la traiettoria che aveva seguito la particella alfa dopo essere stata deviata. L'idea era quella di determinare la struttura dell'atomo e capire se essa fosse quella supposta da Thomson (atomo senza nucleo, noto anche come atomo a panettone) o se c'era qualcosa di diverso.
In particolare, se l'atomo avesse avuto un nucleo al suo interno separato dagli elettroni esterni, allora si sarebbero dovuti osservare anche eventi, ovvero particelle, a grande angolo di deviazione. Ottenuti, effettivamente, questi risultati, il fisico neozelandese concluse allora che l'atomo era costituito da un nucleo piccolo, ma con alta densità di carica, circondato da una nuvola elettronica.

## Calcolo della sezione d'urto
Per un calcolo semplice della sua sezione d'urto, si considera, in prima approssimazione, che gli impulsi iniziale e finale, in modulo, siano uguali. Detto quindi {\displaystyle b} il parametro d'impatto (vedi i cenni teorici sullo scattering), la forza trasversa di repulsione tra particella alfa incidente e nucleo sarà:
{\displaystyle F\propto {\frac {Z_{\alpha }Ze^{2}}{b^{2}}}}
dove {\displaystyle Z_{\alpha }} e {\displaystyle Z} sono il numero atomico rispettivamente della particella alfa e dell'atomo bersaglio, ed {\displaystyle e} è la carica dell'elettrone.
Poiché {\displaystyle \Delta p=F\Delta t}, stimando l'intervallo di tempo come il rapporto tra {\displaystyle b} e {\displaystyle v} velocità del fascio incidente, è possibile calcolare la variazione dell'impulso:
{\displaystyle \Delta p={\frac {Z_{\alpha }Ze^{2}}{b^{2}}}{\frac {b}{v}}}
Dividendo, infine, per l'impulso si ottiene la tangente dell'angolo di diffusione, ottenendo il seguente parametro d'impatto:
{\displaystyle b(\theta )={\frac {Z_{\alpha }Ze^{2}}{2E}}\cot {\frac {\theta }{2}}}
e una sezione d'urto, dipendente dall'angolo di diffusione, della seguente forma:
{\displaystyle \sigma (\theta )=\left({\frac {Z_{\alpha }Ze^{2}}{2T}}\right)^{2}{\frac {1}{4}}{\frac {1}{\sin ^{4}(\theta /2)}}}
dove {\displaystyle Z_{\alpha }} e {\displaystyle Z} sono il numero atomico rispettivamente della particella alfa e dell'atomo bersaglio, {\displaystyle e} è la carica dell'elettrone e {\displaystyle T} l'energia cinetica.

## Sezione d'urto differenziale

Scattering repulsivo di particelle puntiformi.

La sezione d'urto differenziale derivata da Rutherford nel 1911 viene espressa come:
{\displaystyle {\frac {d\sigma }{d\Omega }}=\left({\frac {Z_{1}Z_{2}e^{2}}{8\pi \epsilon _{0}mv_{0}^{2}}}\right)^{2}{\frac {1}{\sin ^{4}(\theta /2)}}.}
e collega la densità di particelle diffuse {\displaystyle {d\sigma }} con l'angolo solido {\displaystyle {d\Omega }}.
Nello schema a fianco le particelle entrano attraverso l'anello di sinistra e si diffondono sull'anello a destra con l'angolo {\displaystyle \theta }.
La stessa formula vale anche in meccanica quantistica (sostituendo {\displaystyle mv^{2}\to 2E}):
{\displaystyle {\frac {d\sigma }{d\Omega }}=\left({\frac {Z_{1}Z_{2}e^{2}}{4\pi \epsilon _{0}4E}}\right)^{2}{\frac {1}{\sin ^{4}(\theta /2)}}.}